# Az Zubayr
Az Zubayr (en arabe : الزبير) est une ville d'Irak située dans la province d'Al-Basra.
Capitale du district d'Al Zubayr (en), la ville est juste au sud de Bassorah.